# 후쿠시마의 미래
"후쿠시마의 미래"(Fukushima: Is There a Way Out?)는 한국에서 제작된 이홍기 감독의 2013년 다큐멘터리 영화이다. 김미화 등이 주연으로 출연하였다.

## 출연

### 주연
- 김미화

## 기타
- 프로듀서: 이석원